# 송승하
송승하는 대한민국의 배우이다.

## 출연 작품

### 드라마
- 《오랫동안 당신을 기다렸습니다》 (2023년, ENA) - 이은별 역
- 《원 더 우먼》 (2021년, SBS) - 한성미 역
- 《바람피면 죽는다》 (2020년, KBS2) - 나유리 역
- 《학교기담 - 응보》 (2020년, TV조선) - 불량소녀 역
- 《비밀의 남자》 (2020년, KBS2) - 한유라의 동료 아나운서 역
- 《너의 마음은 음소거》 (2020년, 웹드라마) - 지은 역